# سبو (السودان)

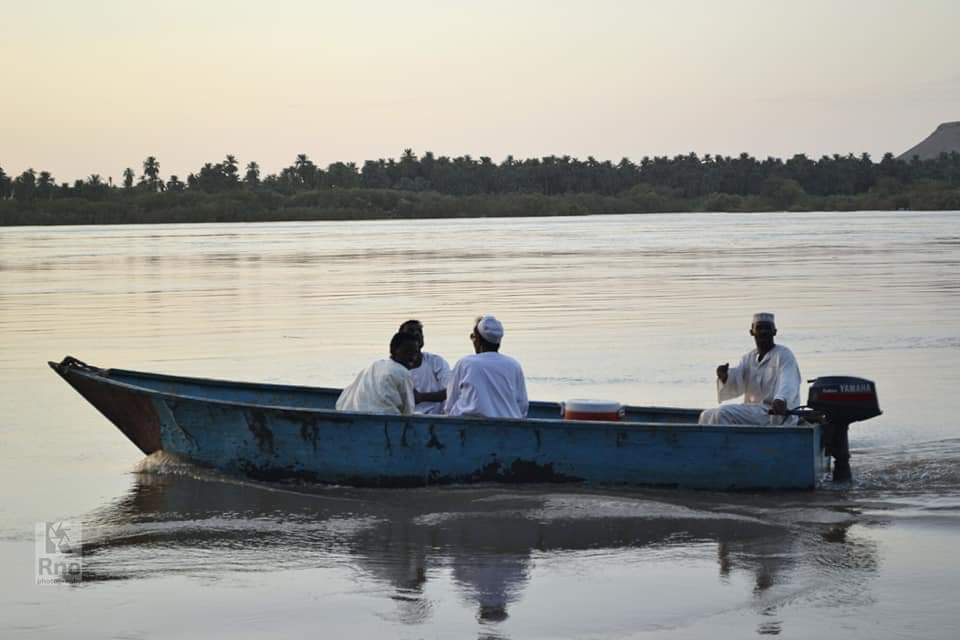
هذه الصورة تحديداً تربط بين منطقة -سبو-التي تعني أرض الحجر و منطقة -كجبار-

سبو هي قرية تقع في وادي نهر النيل في شمال السودان تقريباً 600 كيلومتراً شمال غرب ولاية الخرطوم. أفضل ما عرفت به هو موقع سبو جدي والذي يتضمن المئات من الألواح الصخرية الفنية وتعود إلى العصر الحجري الحديث وتصور الزرافات، وسفن المملكة الجديدة، والكنائس المسيحية. لا يمكن دراسة الموقع بشكل منهجي من قبل علماء الآثار ومهدد حالياً بسبب مشروع 705 مليون دولار لسد كجبر، ويقول العلماء سيفيض الموقع خلال ستة أعوام.
في أكتوبر 2015 أُضيفت مواقع فن الصخر في سبو جدي إلى الصندوق العالمي للآثار والتراث/ شاهد حيث واحدة من 50 آثر مهدد بالخطر في 36 دولة حول العالم في عام 2016 لجذب الانتباه العالمي لحماية وتعزيز هذه الخزانات التراثية المذهلة. حصل بحث قليل في المواقع، أظهر مشروع دراسة المسح من جامعة الخرطوم بعض من المعلومات المهمة حول الموقع بين سبو وجدي.